# Andrew Raksam Marak
Andrew Raksam Marak (Chimagre, Meghalaya, Índia, 5 de fevereiro de 1950) é um clérigo católico romano indiano e Bispo de Tura.

## Biografia
Andrew Marak estudou teologia na Índia e nas Filipinas. Foi ordenado sacerdote pela diocese de Tura em 10 de fevereiro de 1982.
Exerceu diversas funções em seu ministério: foi Vigário Paroquial, Pároco, Vigário Geral, Defensor do Vínculo e Promotor de Justiça no Tribunal Matrimonial, membro do Colégio de Consultores, responsável diocesano pela formação de catequistas, coordenador diocesano das Comunidades de Base, editor da publicação mensal diocesana "Sengbaa". Ele é o primeiro bispo indiano da tribo “Garo”.
O Papa João Paulo II o nomeou Bispo Coadjutor de Tura em 3 de junho de 2004. O núncio apostólico na Índia, Pedro López Quintana, doou-lhe a ordenação episcopal em 3 de outubro do mesmo ano; os co-consagradores foram George Mamalassery, Bispo de Tura, e Dominic Jala SDB, Arcebispo de Shillong.

Depois que George Mamalassery se aposentou, Dom Marak o sucedeu em 21 de abril de 2007 como Bispo de Tura.